# Agis I van Sparta
Agis I (Grieks: Ἄγις) was een koning van Sparta. Hij was de tweede koning van de Agiaden, aan wie hij ook zijn naam gaf. Hij was de zoon en opvolger van Eurysthenes, de eerste koning van die dynastie, en werd door zijn eigen zoon, Echestratos, opgevolgd.
Zijn afstamming werd teruggevoerd via Aristodemus, Aristomachus, Cleodaeus en Hyllus, helemaal tot de beroemde Herakles. Volgens de overlevering veroverde hij de kuststad Helos, na een opstand. Agis I zou namelijk de rechten van Helos, die vastgelegd waren door Eurysthenes, hebben willen beperken. De inwoners van Helos waren het daar niet mee eens, en kwamen in opstand. Die werd echter neergeslagen door Agis I. De inwoners van de stad Helos, gaven hun naam aan de Spartaanse heloten, slaven zonder enig recht. Tijdens zijn heerschappij zou een kolonie gesticht zijn op Kreta, onder de leiding van Pollis en Delphus.
Volgens Apollodorus van Athene regeerde hij 31 jaar.